# گوراک
گوراک (به انگلیسی: Gourock) یک شهرک در اسکاتلند است که در اینورکلاید واقع شده‌است.